# 불교의 역사
이 문서는 인도에서 시작된 불교의 역사에 대해 다룬다. 한국 · 중국 · 일본 등 각 나라의 불교 역사는 한국 불교의 역사 등과 같은 문서에서 별도로 다루고 있다.

## 원시 불교의 성립

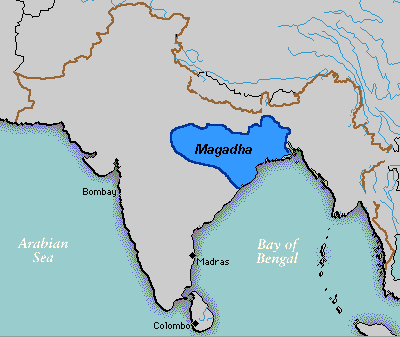
기원전 5세기 마가다(Magadha) 왕국의 대략적인 범위

인도 비하르 주의 위치

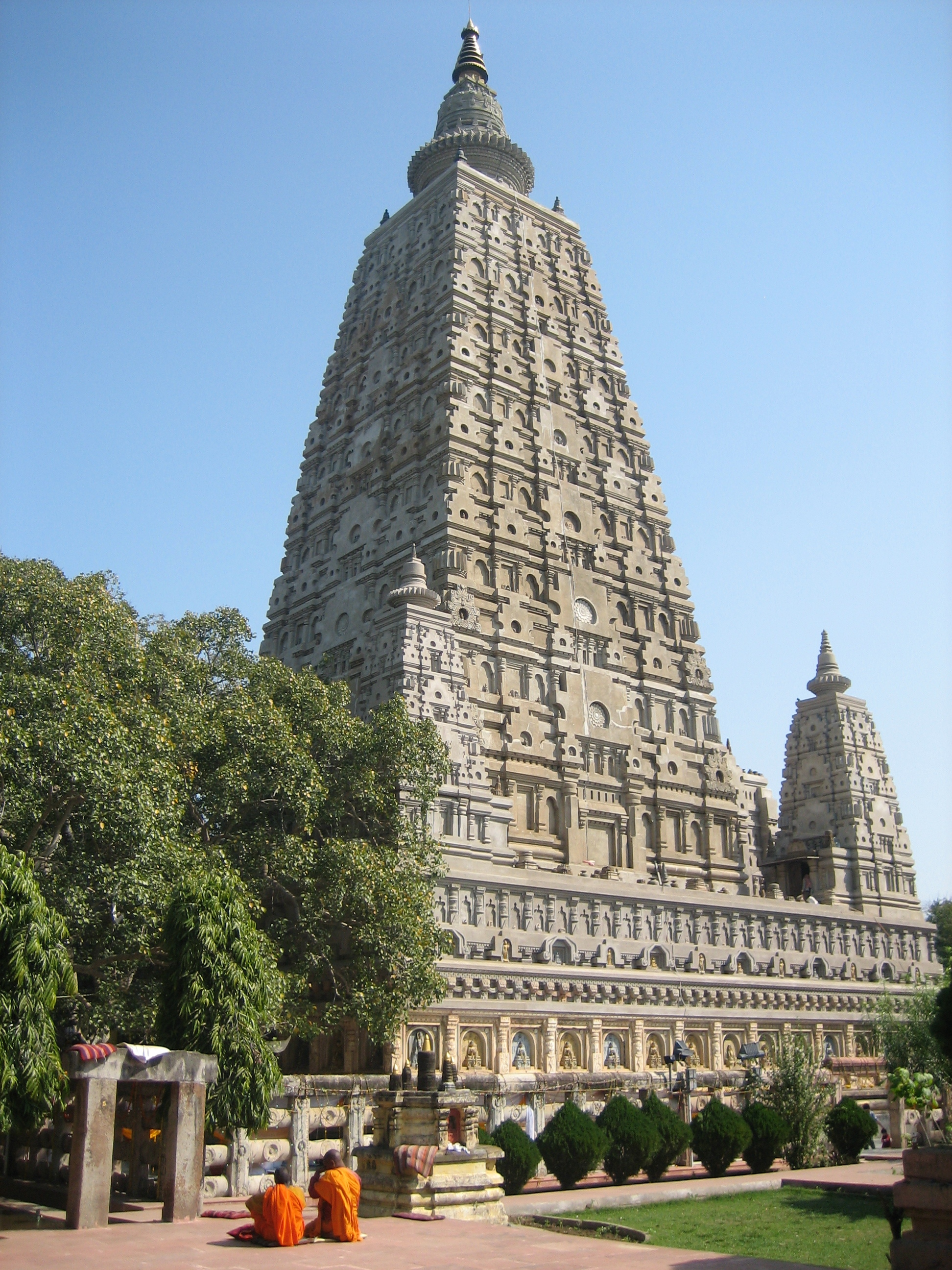
싯다르타가 깨달음을 얻은 부다가야에 있는 마하보디 대탑

불교는 기원전 6세기경 고타마 싯다르타(Siddhārtha Gautama)에 의해 현재의 인도 동북부 지방과 네팔에 있던 마가다(Magadha) 왕국을 중심으로 성립하였다.
싯다르타는 카필라 성주(城主) 슈도다나(Suddhodana) 왕을 부친으로 하고 마야(Maya) 부인을 어머니로 하여 태어났으며, 샤카 족에 속하는 크샤트리아 계급이었다. 깨달음(覺 · 각)을 성취한 후에는 "깨달은 자"라는 뜻인 붓다(불타 · 부처)라는 칭호를 더하여 "고타마 붓다(Gautama Buddha)", 또는 "샤카 족의 성자"라는 뜻인 샤카무니(석가모니 · Śākyamuni) 혹은 석존(釋尊)이라고 불리었다.
고타마 붓다의 출생지는 룸비니(Lumbini)였고 성장지는 가비라성(Kapilavastu · 迦毘羅城 · 가비라성)이었으나 불교가 종교로서의 요건을 갖추고 역사에 기록되기 시작한 것은 마가다 왕국에서였다. 고타마 붓다의 종교적 활동인 수도(修道) · 깨달음(正覺 · 정각) · 포교(布敎) 등이 지금의 인도 비하르 주에 해당되는 마가다 왕국을 중심으로 전개되었기 때문에 출생지나 성장지보다는 마가다 왕국이 불교 발생의 중심지로 여겨지고 있다.

### 시대적 배경
불교가 일어날 당시 인도는 베다(Veda)와 우파니샤드(Upanisad)에 근거를 둔 브라만교가 지배하는 사회였다. 당시 브라만교는 우주의 궁극적 근원인 브라흐만(Brahman · 범 · 梵)과 개인에 내재하는 아트만(Atman · 아 · 我)이라는 두 원리가 동일한 것이라는 범아일여(梵我一如)의 사상을 가지고 있었다. 또 인간의 행위는 전생(前生)의 카르마(Karma · 업 · 業)에 의해 지배된다는 교의를 가졌으며, 현재의 행위의 결과는 미래의 행위를 결정한다는 윤회 사상(輪廻思想)을 지니고 있었다. 당시의 사상가나 종교가들은 윤회로부터 해탈(解脫)해야 한다는 것을 이론이나 실천 수행을 통해 주장하였다. 브라만교의 카르마 · 윤회 · 해탈의 사상은 후대 인도 사상의 근간을 이루는 것으로 불교 역시 이러한 인도의 전통적 종교 · 철학 사상을 근저로 하여 새로운 종교 사상으로 출현하였다.

### 붓다의 수행과 깨달음
싯다르타도 "깨달음(無上正等覺 · 무상정등각 · 阿耨多羅三藐三菩提 · 아뇩다라삼먁삼보리 · Anuttarā Samyaksaṃbodhi)"을 얻기 전까지는 이러한 종교적 풍토 속에서 브라만교의 수행 방법을 따랐다. 싯다르타는 29세에 부인인 야쇼다라(Yaśodhara)와 아들 라훌라(Rāhula)를 버리고 출가(出家)한 후 선정(禪定)과 고행(苦行)을 택하여 수행하였는데 이들은 당시에 유행되었던 수행법이었다.
싯다르타는 출가 후에 알라라 칼라마(Alara Kalama)와 우다카 라마푸타(Uddaka Ramaputta)에게 사사하다가 만족하지 못하여 스승을 버리고 5명의 수행자와 함께 고행의 길을 떠나 6년의 고행을 하였다. 하지만 싯다르타는 6년의 고행을 통해서도 깨달음을 성취하지 못하였으며, 이에 고행을 버리고 중도(中道)의 길을 택하였다. 이윽고 마침내 싯다르타는 35세의 해 12월 8일 이른 새벽에 부다가야(Buddhagaya)의 보리수 아래에서 "깨달음"을 성취하여 생 · 노 · 병 · 사의 생사윤회(生死輪廻)의 근원을 단멸(斷滅)하고 열반(涅槃)의 세계를 체현하였다.

### 불교의 성립
고타마 붓다의 깨달음의 내용은 고(苦) · 집(集) · 멸(滅) · 도(道)의 사성제(四聖諦)와 생사윤회의 모습인 연기(緣起)이다. 고통(苦)의 원인인 집착(集)을 극복 또는 제거(滅)하여 생사윤회를 벗어나는 방법(道)으로 제시된 것이 정견(正見) · 정사(正思) · 정어(正語) · 정업(正業) · 정명(正銘) · 정정진(正定進) · 정념(正念) · 정정(正定)의 팔정도(八正道)이다. 고타마 붓다가 깨달은 진리를 법(法 · 다르마)이라 하며 그는 이 법을 펴기 위해 녹야원(鹿野園 · 사르나트)으로 가서 다섯 수행자에게 최초의 설법을 하고("초전법륜 · 初轉法輪") 그들을 제자로 삼았다. 이로써 불 · 법 · 승의 삼보(三寶)가 갖추어지고 불교는 비로소 하나의 종교로서 교조(敎祖) · 교리(敎理) · 교단(敎團)을 갖추고 전파되기 시작하였다.

## 원시 불교의 발전
고타마 붓다는 45년 동안 교화 활동을 하며 승단을 이끌다가 80세에 쿠시나가르에서 입멸하여 반열반(般涅槃 · Parinirvana)에 들었다. 그 후 승단은 제자인 마하가섭 등이 중심이 되어 붓다의 율과 법을 유지하게 되었다.

### 경전의 결집
불멸후, 곧 붓다의 가르침을 정리하게 되었는데, 붓다가 듣는 사람의 근기에 따라 맞추어 설법한 것("수기설법 · 隨機說法")을 결집을 통해 경전으로 편집하였다. 이것을 제1회 결집이라 한다. 라자기르(왕사성)에 500명의 비구들이 모여 마하가섭을 사회자로 하고 우바리가 율을, 아난다가 법을 암송하여 붓다의 설법을 정전화(正典化)하였다. 그 후 불교는 마가다 왕국을 근거지로 여러 도시의 왕과 제후 그리고 일반 서민의 귀의를 얻으며 각지로 전파되어 갔다.

### 아소카와 불교의 전파

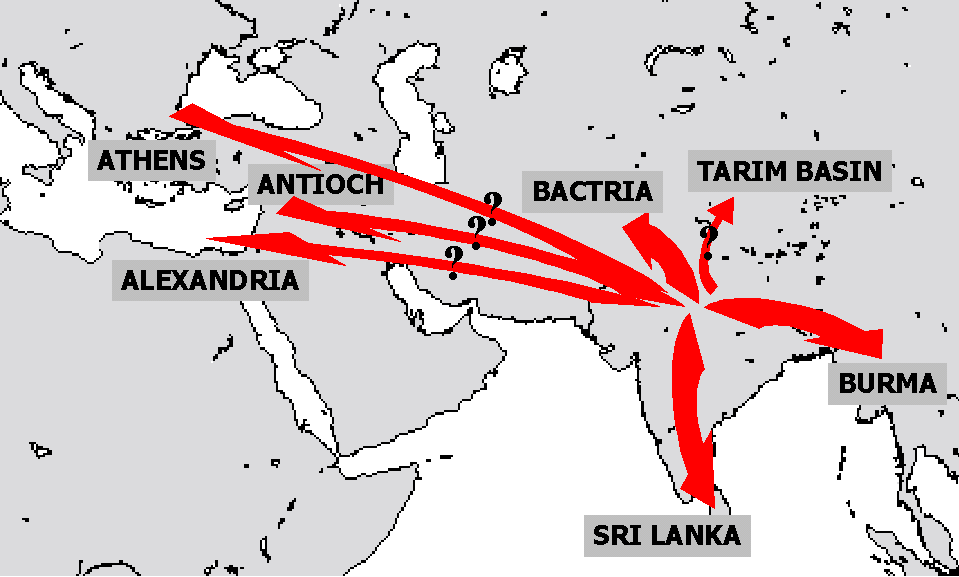
아소카 왕이 불교를 포교한 지역

기원전 321년경 찬드라굽타(Chandra Gupta)에 의해 인도 최초의 통일 국가인 마우리아 제국이 성립되고 제3대 황제인 아소카가 즉위한 후 불교는 비약적으로 팽창하여 캐시미르와 간다라 지방을 비롯한 인도 각 지역 · 그리스의 식민지인 박트리아 · 스리랑카(실론) · 미얀마(버마) 등 국외로까지 전파되었다. 특히 스리랑카에는 아소카 왕은 자신의 아들 마힌다(Mahinda)를 보내 불교를 전파했다. 아소카 왕은 열렬한 불교 신도로서 '법(法)인 진리'에 의한 통치를 지도 이념으로 삼는 등 불교 발전에 많은 공헌을 하였다.

## 부파 불교 시대

### 상좌부와 대중부의 분열
싯다르타가 입멸한 후 100년이 지나자 계율(戒律) 해석을 놓고 전통적 보수파와 진보적 자유파가 대립되어 두 개의 부파(部派)로 갈라졌다. 전통적 보수파를 상좌부(上座部 · Theravada · 테라바다)라 하였고 진보적 자유파를 대중부(大衆部 · Mahasamghika · 마하상기카)라 하였다. 바이샬리(Vaisali · 毘舍離 · 비사리)에서 비구계(比丘戒)로 10사(事)를 두고 합법(合法)을 주장하는 측과 비법(非法)이라고 반대하는 측이 대립되어 분열되었다. 이를 근본2부의 분열이라고 한다. 비법을 주장하는 측이 700명의 비구를 모아 집회를 열었는데 이것을 제2회 결집이라 한다.

### 소승 20부
근본2부의 분열이 가져온 분열의 기운은 교리상의 견해, 지도자간의 대립, 지리적 조건 등으로 인하여 더욱 심화되어 붓다의 입멸 후 약 200년 뒤에는 대중부 계통으로부터, 그리고 그 뒤에 이어서 상좌부 계통으로부터 교단의 파생적인 분열이 촉진되었다. 이에 따라 서력 기원을 전후하는 시기에는 18-20개 정도의 부파를 형성하였다.
이 여러 갈래로 분열하는 모습과 파의 이름 그리고 분파의 수에 관하여는 여러 설이 있다. 부파 발생의 주된 원인은 계율의 해석에 관한 학설 상의 차이에 있었지만, 학설보다는 지도적 장로(長老)를 중심으로 한 체제가 달랐거나 지리적으로 너무 떨어져 있었기 때문에 새로운 부파를 형성하는 일도 생겼다. 대표적 부파로는 설일체유부(說一切有部) · 설산부(雪山部) · 독자부(犢子部) · 화지부(化地部) · 음광부(飮光部) · 경량부(經量部) 등이 존재하였다.
일반적으로 소승20부로서는 대중부 계통의 대중부(大衆部) · 일설부(一說部) · 설출세부(說出世部) · 계윤부(鷄胤部) · 다문부(多聞部) · 설가부(說假部) · 제다산부(制多山部) · 북산주부(北山住部)의 9부와 상좌부 계통의 설일체유부(說一切有部) · 설산부(雪山部) · 독자부(犢子部) · 법상부(法上部) · 현주부(贅胄部) · 정량부(正量部) · 밀림산부(密林山部) · 화지부(化地部) · 법장부(法藏部) · 음광부(飮光部) · 경량부(輕量部)의 11부, 합계 20부를 들 수 있다. 이들의 성립 시기는 대략 서력 기원 전후였을 것으로 보인다.

### 부파 불교의 성격
이와 같은 불교의 부파적 전개("부파 불교")는 외적 확대와는 달리 성립 당시와 같은 순수성을 잃고 율(律)과 경(經)에 대한 훈고학적인 주석학에 빠졌다. 즉, 아비달마(阿毘達磨) 불교가 발달되어 불교는 승원(僧院) 중심, 출가 중심의 학문 불교로 변화하고, 따라서 대중성을 잃었다. 또 일부에서는 저급한 미신적 신앙에 친화감을 갖게 되어 불교는 본래의 탄력을 잃고 말았다. 이러한 경향에 대해 진보적 입장을 대표하던 대중부 및 재가(在家) 불교도가 중심이 되어 불교 본래의 모습으로 복귀하려는 대승 불교 운동이 시작되었다.

## 대승 불교의 성립과 발전

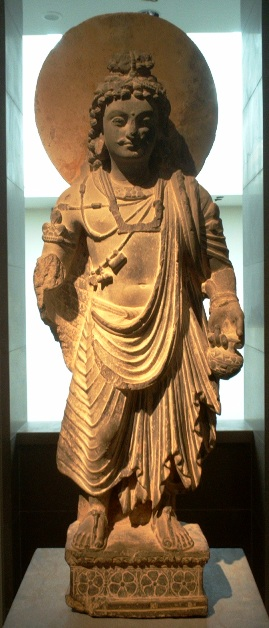
2세기 간다라에서 제작된 미륵보살 입상

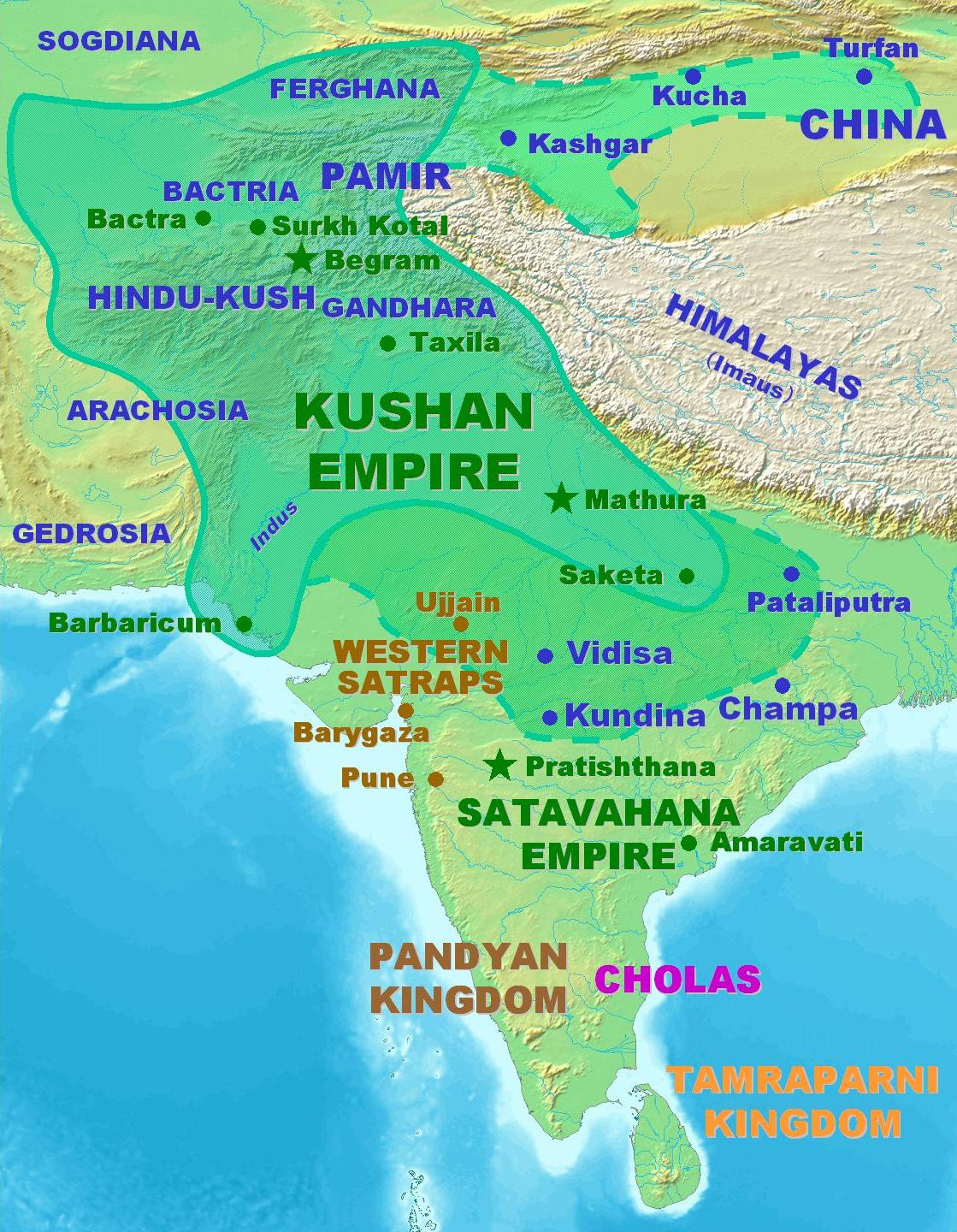
쿠샨 제국(Kushan Empire, 月支, 월지: c. 60-375)의 영토: 점선은 카니슈카(Kanishka, 迦膩色迦, 가니색가: 재위 127-151)왕 때의 최대 판도

### 인도의 초기 대승 불교

#### 대승 불교의 성립
대승 불교가 성립된 것은 기원전 1세기경이나 이 움직임의 태동은 그보다 훨씬 전부터 시작된 것으로 여겨지고 있다. 대승 불교의 대두로 인하여 이전의 6세기 간에 걸친 불교를 통칭하여 소승 불교라 불러 대승 불교와 함께 오늘날까지 불교의 성격을 규정하는 2대(二大) 유파로 간주하게 되었다.
그러나 대승 불교의 대두로 소승 불교는 쇠퇴 · 소멸의 길을 달린 것이 아니라 소승 불교의 부파들은 서로 정통을 주장하며 계속 부파적 발전을 하여, 스리랑카와 같은 남방 국가로도 퍼져갔다. 스리랑카의 경우 기원후 4-5세기 동안 부다다타(Buddhadatta), 부다고사(Buddhaghosa · 覺音 · 각음)와 같은 일단(一團)의 학자들에 의해 수많은 주석서들이 만들어졌다. 이러한 활동이 바탕이 되어 스리랑카의 소승 불교는 미얀마 · 타이 · 캄보디아 · 라오스 등지의 소승 불교와 함께 남방 불교 문화권을 형성하였다.
소승에 대해 대립적 자세를 취하며 일어난 대승 불교는 종래의 관점을 혁신하였다. 수행관(修行觀)에 있어서 자기 완성을 주장하기 보다 대중의 구원을 우선할 것을 주장하였다. 열반의 상태에 안주해 버리는 아라한(阿羅漢 · Arhan) 대신에 보살(菩薩 · Bodhisattva)이라는 새로운 이상적 인간상을 제시하였고 이미 열반에 들어간 역사적 인물로서의 붓다 대신에 법신(法身) · 보신(報身) · 응신(應身) 또는 화신(化身)의 삼신설(三身說)과 같은 초월적 불신관(佛身觀)을 내세웠다. 이러한 변화는 자타카(Jataka · 本生譚 · 본생담), 아바다나(Avadana · 譬喩文學 · 비유문학) 및 아비달마의 우주론의 발달과 더불어 점진적으로 형성되었다.

#### 대승 경전의 성립
기원후 1세기 후반에 쿠샨 왕조가 성립되고 제3대 왕인 카니슈카(Kanishka · 迦腻色伽 · 가니색가: 재위 127-151)가 즉위한 후 불교는 또 다시 중흥기를 맞게 되었다. 카니슈카는 푸르샤푸라(Pursapura: 현재의 파키스탄 북서부의 페샤와르)에 수도를 정하고 북인도의 대부분과 서인도 북반(北半), 중앙 아시아와 아프가니스탄을 포함하는 광대한 지역을 지배하였다. 카니슈카는 국내 각지에 불탑과 사찰을 건립하고 적극적인 불교 보호정책을 썼다. 이때 불교는 파르티아(Parthia), 소그디아(Sogdia) 지방에까지 보급되었고 이 시기부터 이곳의 학승(學僧)들이 중국으로 건너가 불전(佛典) 번역에 종사하였다.
기원전 1세기에서 기원후 3세기에 이르는 사이 대승 운동의 결실로 수많은 대승 경전들이 출현했다. 초기 대승 경전 가운데 중요한 것들은 《반야경(般若經)》·《유마경(維摩經)》·《법화경(法華經)》·《아미타경(阿彌陀經)》· 《십지경(十地經)》 등이다. 이 가운데 《반야경》은 대승 경전을 대표하는 경전으로, 이 경전에 실린 공 사상(空思想)은 대승 불교의 기본적 교리로서 불교 사상의 근본 사조를 이루었다.

### 인도의 중기 대승 불교

#### 중관파와 유가행파
공 사상의 기초를 닦은 대표적 인물은 남인도 출신의 용수(龍樹 · Nagarjuna: c.150-c.250)로서 그의 《중론송(中論頌 · Madhyamaka karika)》은 부파 불교가 지닌 오류를 결정적으로 논박하였다. 용수는 고타마 붓다의 근본사상인 연기설(緣起說)을 공의 입장에서 해명하여 공 사상을 철학적으로 기초지었고, 공 사상은 제자인 제바(提婆 · Aryadeva: 3세기), 또 그의 제자인 라후라발타라 등에게 계승되어 중관파가 성립되었다.
용수 이후에 《승만경(勝鬘經)》·《해심밀경(解深密經)》·《능가경(楞伽經)》 등이 나타났다 특히 《해심밀경》의 유식설(唯識說 · Vijñapti-mātratā)은 270년과 480년 사이에 미륵(彌勒 · Maitreya: c. 270-350) · 무착(無着 · Asanga: c. 300-370) · 세친(世親 · Vasubandhu: fl. 4세기) 등에 의해 체계적으로 정리되어 유가행파가 확립되었다. 그 결과 중관파의 공 사상과 유가행파의 유식설은 중기 대승 불교 사상의 2대 조류를 형성하는 학설이 되었다.
공 사상 또는 중관 사상(中觀思想)의 중관파와 유식 사상(唯識思想)의 유가행파는 7세기에 이르러 인도 대승 불교의 주요한 학파로 군림하게 되었다. 중관파는 용수(c.150-c.250) 이래 불호(佛護 · Buddhapalita: c.470-540)의 계통과 청변(淸辨 · Baviveka: c 490-570)의 계통으로 나뉘었고, 전자는 월칭(月稱 · Candrakirti: 600-c.650)과 적천(寂天 · Santideva: 6세기)이 계승하였으며, 후자는 적호(寂護 · Santaraksita: 8세기)와 연화계(蓮華戒 · Kamalasila: fl. 713-763)가 계승하였다. 유가행파는 세친(世親 · Vasubandhu: fl. 4세기)을 계승한 진나(陳那 · Dinnaga: c.480-540) 계통과 덕혜(德慧 · Gunamati)와 안혜(安慧 · Sthiramati: 6세기)의 계통으로 나뉘었고 전자는 호법(護法 · Dharmapala: 530-561) · 법칭(法稱 · Dharmakirti: 7세기)이 계승하였다.

### 인도의 후기 대승 불교
7세기는 불교사상에 있어 난숙한 발달을 보인 시기였는데 중관파와 유가행파는 불교 내부에서 상호간에 활발한 논전을 벌였을 뿐 아니라 외부의 힌두교나 자이나교의 종파들과도 논쟁을 벌였다. 인도 불교는 이렇게 대승 불교의 학파들을 형성하여 발전을 계속하였으며 그 학문적 전승을 위해 나란타(那爛陀 · Nalanda) 사원이 국제 대학으로서의 역할을 하였으며 발라비(Valabhi) 사원도 불교학의 중심지가 되었다. 그러나 인도 불교의 종교적 열정은 감퇴되기 시작하여 종교 생활은 나란타(Nalanda) · 발라비(Valabhi) · 비크라마실라(Vikramasila)와 같은 대학으로 집중되었고 승단 중심의 불교는 쇠퇴의 길을 걷기 시작하였다.

## 밀교의 성립과 발전

### 밀교의 성립
7세기 중엽에서 말엽에 이르는 시기에 새로운 불교인 밀교(密敎)가 성립하였다. 밀교는 고타마 붓다 당시부터 주법(呪法)으로 전해오던 것으로 주구(呪句) · 진언(眞言 · Mantra) · 다라니(陀羅尼 · Dharani)를 송지(誦持)하여 그것으로 마음을 통일하고 구경의 경지에 도달하여 붓다(佛 · 불)가 되는 것을 목적으로 한 불교의 일파였다. 7세기 중엽에 이르러 이러한 사상이 조직화되고 종합되어 《대일경(大日經)》·《금강정경(金剛頂經)》과 같은 문헌으로 나타남으로써 밀교의 기초가 확립되었다.

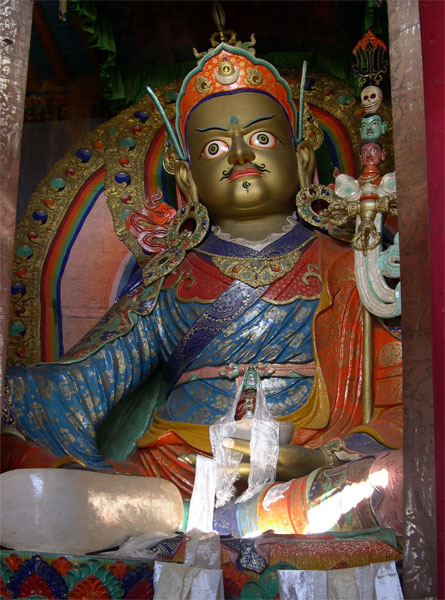
인도 라다크 지방의 헤미스 사원의 파드마삼바바 상

밀교도 대승 불교로 분류되고 있으나 인도에서 대승 불교가 쇠퇴하고 있던 당시의 상황을 반영한 사상으로 평가된다. 그 이유는 세친(世親 · Vasubandhu: fl. 4세기) 이후 대승 불교가 지나친 철학적·이론적 경향으로 흘러 일반 대중과 유리되었는데 이에 대한 반작용으로 밀교가 발생한 것이기 때문이다. 이러한 상황은 아비달마 불교의 지나친 철학적·이론적 경향에 대한 반작용으로 대승 불교가 발생한 것과 동일하다. 또 당시 인도에서 탄트라 문학이 유행되었고 그 풍조에 따라 불교의 밀교적 전개가 촉진되었다. 중관 사상도 밀교화되었으며 따라서 밀교는 힌두 사회에서 환영받아 급속히 보급되었다. 8세기 후반에 와서는 밀교가 대중화됨과 동시에 저급한 의례를 도입하기에 이르렀다.

### 금강승과 티베트 불교로의 발전
밀교가 대중화되면서 금강승(金剛乘 · Vajrayana)이라는 불교 유파가 형성되었다. 금강승 운동을 일으킨 사람은 인타라부저(因陀羅部底 · Indrabhuti: 687-c.717)였다. 그의 아들인 파드마삼바바(蓮華生 · Padmasambhava · 연화생)는 밀교를 티베트로 전했고, 또한 당시에 인도로부터 다수의 고승이 티베트에 들어가 밀교를 중심으로 한 대승 불교를 전파하였다. 그러나 티베트에는 중국에서 온 학승들이 있어, 이들과 인도 학승 사이에 견해 차이가 생겨 혼란이 일어났다. 티손데첸(Trisong Detsen · 치쏭 데짼: 755-797) 왕은 수도 라사(Lhasa)에서 회의를 열어 논쟁을 매듭지었고, 그 결과 인도측의 점문파(漸門派)의 설이 인정되고 중국의 돈문파(頓門派)의 설은 배척되었다. 이로써 티베트 불교는 인도 후기 불교의 성격을 그 주류로 삼게 되었다. 티베트로 들어간 밀교는 머지 않아 라마교로 발전하여 티베트 고유 불교로 정착하였다.

## 인도 불교의 쇠퇴

데바팔라(재위 810-850) 황제 때의 팔라 제국의 최대 판도

8세기 중반부터는 금강승(金剛乘) 불교가 팔라 제국(750-1174)의 보호를 받으며 마가다(Magadha) 지방과 서벵골(West Bengal) 지방에서 영향을 끼치고 있었으나 이때의 불교는 거의 힌두교나 다를 것이 없는 상태로 변질되고 말았다. 불교는 오히려 중국 · 한국 · 일본에서 번성하였다. 이와 같이 인도에서 불교가 쇠퇴된 것은 불교 자체가 내적으로 변화를 일으켜 미륵(彌勒) · 관음(觀音) · 대일여래(大日如來) 등의 부처나 보살이 힌두교의 신들과 거의 같은 성격과 기능을 갖게 되었고 이슬람교의 박해에 의해 승려의 수가 줄어들고 사원이 파괴되었기 때문이었다.

## 아시아로의 불교의 전파

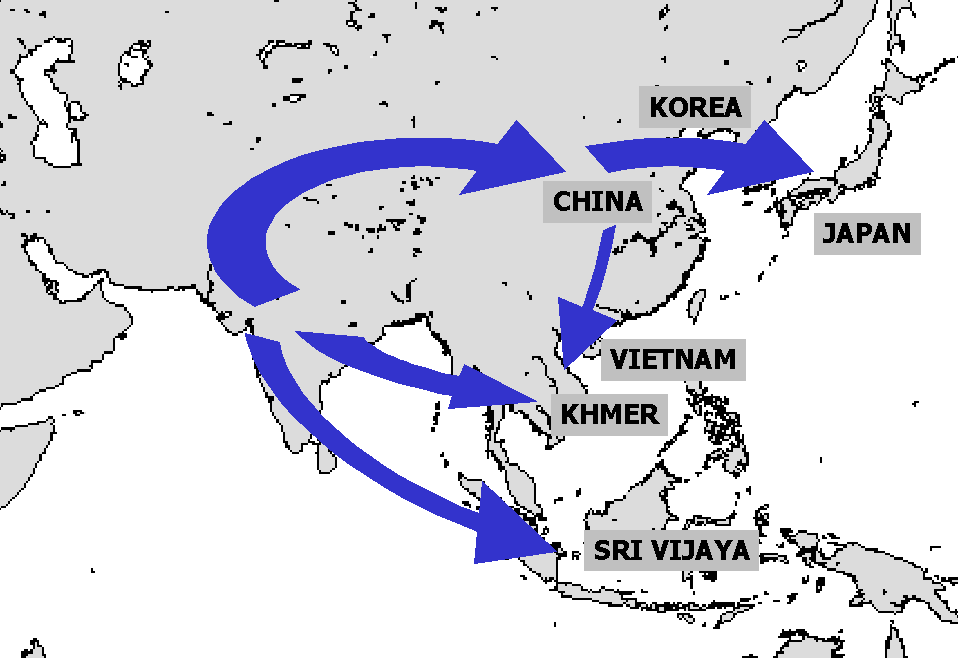
1세기부터 10세기 사이의 대승불교의 전파 경로

인도에서 불교가 소멸된 대신 불교는 남방 아시아의 스리랑카 · 미얀마 · 타이, 중앙아시아의 여러 나라, 북방 아시아의 티베트 · 중국 · 한국 · 일본 등 아시아 전역으로 전파되어 각 지역의 토착 문화와 융합하여 다채로운 종교 문화를 이룩하였다.

### 중국으로의 전파
중국에 불교가 전래된 것은 1세기경이라고 추정되지만 불교 경전의 한역(漢譯)은 2세기 후반부터 본격적으로 행해지고 위진 남북조 시대부터 명 시대까지 중국 불교는 크게 번창하여 독자적인 불교 문화를 형성하였다.

#### 초기 수용기
인도로부터 중국으로 불교가 전래된 시기는 전한(前漢: BC 206-AD 8) 시대였으며 불교 경전이 본격적으로 번역된 것은 후한(後漢: 25-220) 시대에 들어와서였다. 불교의 전래 당시, 세간(世間) 또는 현세를 떠나 출세간(出世間)으로 나아갈 것을 주장하는 불교의 교의는 당시의 중국의 현세주의적 사상풍토와는 상치되어 쉽게 수용되지 못하였다. 따라서 처음에 불교는 도교적 신앙과 결부되어 신선방술(神仙方術)의 하나로 수용되었다. 이와 같은 불교의 초기 수용기는 대체로 전한말(前漢末)에서 4세기 말까지 약 400년간이라 여겨지고 있다.

#### 중국 불교의 확립

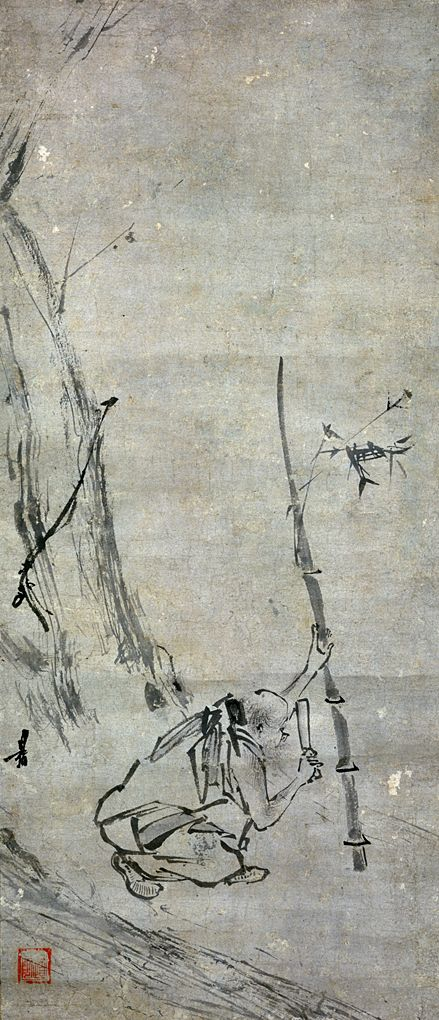
대나무를 자르고 있는 육조 혜능 - 양해(梁楷: c.1140-c.1210) 작

전한말(前漢末)에서 4세기 말까지 약 400년간의 초기 수용기 이후, 5세기 초에서 6세기 말까지의 200년간 불교는 중국에서 착실히 뿌리를 내리게 되었다. 이 시기 동안 불교 경전의 전래가 격증되고 많은 인도 승려들이 중국으로 들어왔다. 구마라습(鳩摩羅什 · Kumārajīva: 344-413) · 담무참(曇無讖 · Dharmakṣema: 385-433) · 보리유지(菩提流支 · Bodhiruci: 5세기말-6세기초) · 진제(眞諦 · Paramārtha: 499-569) 등이 나타나 불교 경전과 논서들을 본격적으로 번역함에 따라 불교의 학문적 · 신앙적 토대가 이루어졌다. 이에 따라 경론(經論)을 연구하는 학파가 형성되었으며 이들 학파들은 단순한 학파를 넘어 종파(宗派)로까지 발전하였다. 이러한 종파들로는 아비달마를 연구 · 강술한 비담종(毘曇宗), 《성실론(成實論)》을 연구 · 강술한 성실종(成實宗), 열반경(涅槃經)을 연구 · 강술한 열반종(涅槃宗), 《십지경론(十地經論)》을 연구 · 강술한 지론종(地論宗), 《섭대승론(攝大乘論)》을 연구 · 강술한 섭론종(攝論宗) 등이 있었다.
수나라(隋: 581-618)가 중국을 통일하면서 문화의 남북 대립이 통합 · 해소되고 불교계에도 신기풍이 일어났다. 6세기 말에서 8세기 초까지의 약 150년간의 시대 동안, 전대(前代)의 연구와 신앙을 기초로 중국 독자(獨自)의 불교 종파가 발생하였다. 이러한 독자적인 중국 불교 종파로는 길장(吉藏: 549-623)의 삼론종(三論宗), 지의(智顗: 538-597)의 천태종(天台宗), 신행(信行: 541-594)의 삼계교(三階敎), 도작(道綽: 562-645)의 정토종(淨土宗), 도선(道宣: 596-667)의 율종(律宗), 규기(窺基: 632-682)의 법상종(法相宗), 법장(法藏: 643-712)의 화엄종(華嚴宗), 혜능(慧能: 638-713)의 선종(禪宗), 일행(一行: 683-727)의 밀교 등의 종파가 있었다.

#### 선종의 성립과 발전
선종은 중국 불교의 두드러진 특징을 나타내는 종파로서 보리달마(菩提達摩: ?-528)에 의해 중국에 전해진 이래 육조 혜능(慧能: 638-713)에 이르러 불교계에 일대 변혁을 일으켰다. 그 후 선종 5가라고 불리는 임제종(臨濟宗) · 위앙종(潙仰宗) · 조동종(曹洞宗) · 운문종(雲門宗) · 법안종(法眼宗)의 종파가 성립되었고, 선종은 중국은 물론 한국과 일본의 불교와 문화에 큰 영향을 미쳤다.

### 한국과 일본으로의 전파
수 · 당 · 송 시대를 거쳐 형성된 중국 특유의 불교는 한국 · 일본에도 전래되었다. 고구려 소수림왕 2년(372년) 부견(符堅)에 의해 불교가 전래된 이래 고구려 · 백제 · 신라는 중국에서 전래된 종파를 종합하는 종합불교(綜合佛敎) 또는 통불교(通佛敎)적 성격을 지향하면서 독자적인 불교 문화를 꽃피웠다.

## 같이 보기
- 인도 문화권
- 인도의 역사
- 인도계 종교
- 중화인민공화국의 티베트 합병